# Cerreto d'Asti
Cerreto d'Asti (Srèj d'Ast in piemontese) è un comune italiano di 213 abitanti della provincia di Asti in Piemonte.

## Società

### Evoluzione demografica
Negli ultimi cento anni, a partire dal 1921, la popolazione residente si è ridotta del 67%.
Abitanti censiti

## Amministrazione
Di seguito è presentata una tabella relativa alle amministrazioni che si sono succedute in questo comune.
| Periodo           | Periodo           | Primo cittadino    | Partito                          | Carica      | Note  |
| ----------------- | ----------------- | ------------------ | -------------------------------- | ----------- | ----- |
| 1º giugno 1985    | 27 aprile 1990    | Ernesto Musso      | Democrazia Cristiana             | Sindaco     | [ 6 ] |
| 27 aprile 1990    | 30 settembre 1990 | Domenico Corte     |                                  | Comm. pref. | [ 6 ] |
| 30 settembre 1990 | 20 novembre 1995  | Ernesto Musso      | Lista civica                     | Sindaco     | [ 6 ] |
| 20 novembre 1995  | 17 aprile 2000    | Ernesto Musso      | Centro                           | Sindaco     | [ 6 ] |
| 17 aprile 2000    | 29 luglio 2001    | Mirco Mosso        | Lista civica                     | Sindaco     | [ 6 ] |
| 28 maggio 2002    | 29 maggio 2007    | Luca Ambrosacchio  | Lista civica                     | Sindaco     | [ 6 ] |
| 29 maggio 2007    | 7 maggio 2012     | Mario Angelo Saini | Lista civica                     | Sindaco     | [ 6 ] |
| 7 maggio 2012     | 12 giugno 2017    | Mario Angelo Saini | Lista civica Insieme per Cerreto | Sindaco     | [ 6 ] |
| 12 giugno 2017    | 12 giugno 2022    | Roberta Offman     | Lista civica Per Cerreto         | Sindaco     | [ 6 ] |
| 12 giugno 2022    | in carica         | Luigi Fusello      | Lista civica Per Cerreto         | Sindaco     | [ 7 ] |